# Cannibal Ferox – Niech umierają powoli
Cannibal Ferox – Niech umierają powoli (tytuł oryg. Cannibal Ferox) – włoski film kanibalistyczny, którego premiera miała miejsce 24 kwietnia 1981 roku. Został zakazany w 31 krajach. W Polsce wydany na kasetach VHS pod tytułem Cannibal Ferox – Niech umierają powoli (okładka), bądź jako Kanibale (tytuł czytany przez lektora).

## Opis fabuły
Antropolodzy wyruszają do kolumbijskiej dżungli, gdzie natykają się na handlarzy narkotyków. Po pewnym czasie zarówno antropolodzy, jak i handlarze stają się ofiarami kanibali.